# Реакція Фінкельштейна
Реакція Фінкельштейна (англ. Finkelstein reaction) — обмін хлору або брому в органічних сполуках на йод під дією йодидів лужних металів, що здійснюється у воді, метанолі, метилацетаті, активується впливом електроноакцепторних замісників у субстраті.
R–Hlg → R–I
Систематична назва перетворення — гало-де-галогенування.